# Meu Deus, Meu Deus, Está Extinta a Escravidão?
Meu Deus, Meu Deus, Está Extinta a Escravidão? foi o enredo apresentado pelo Paraíso do Tuiuti no desfile das escolas de samba do Rio de Janeiro do carnaval de 2018. O samba-enredo homônimo foi composto por Cláudio Russo, Moacyr Luz, Dona Zezé, Jurandir e Aníbal Leonardo e interpretado no desfile por Nino do Milênio, Celsinho Mody e Grazzi Brasil. Com o desfile, a escola conquistou o vice-campeonato do carnaval, perdendo o título para a Beija-Flor de Nilópolis, que desfilou com o enredo "Monstro É Aquele que não Sabe Amar — os Filhos Abandonados da Pátria que os Pariu".
O enredo do desfile, criado pelo carnavalesco Jack Vasconcelos, teve como tema os 130 anos da assinatura da Lei Áurea, completados em 2018. O enredo abordou a escravidão em várias civilizações da antiguidade, passando pela abolição da escravatura no Brasil com a assinatura da Lei Áurea, até chegar na escravidão moderna e na precarização do trabalho no Brasil contemporâneo. O Tuiuti foi a quarta escola a desfilar na primeira noite do Grupo Especial, iniciando sua apresentação na madrugada da segunda-feira de carnaval, dia 12 de fevereiro de 2018. Um dos destaques do desfile foi a Comissão de Frente, coreografada por Patrick Carvalho, que encenou negros escravizados sendo libertos por pretos-velhos. A Comissão recebeu todos os prêmios do ano. O último setor do desfile causou polêmica ao criticar as reformas trabalhistas do Governo Temer. Uma ala, denominada "Manifestoches", ironizou os protestos a favor do impeachment da ex-presidente Dilma Rousseff, satirizando os manifestantes como "marionetes" manipuladas por "grupos poderosos". Na última alegoria, um destaque central desfilou caracterizado de vampiro com uma faixa presidencial, em alusão ao presidente Michel Temer. No Desfile das Campeãs, em circunstâncias não esclarecidas, o destaque desfilou sem a faixa presidencial e protestos contra Temer foram coibidos pela direção da escola.
O desfile teve grande repercussão nas redes sociais e na imprensa internacional, sendo comentado por diversos jornais estrangeiros. Especialistas elogiaram o desfile e alguns veículos de imprensa apontaram o Tuiuti entre as favoritas ao título. Além da Comissão de Frente, a escola ainda teve o samba-enredo, o enredo e o carnavalesco mais premiados do ano. O Tuiuti foi vice-campeão com um décimo de diferença para a campeã Beija-Flor, conquistando o melhor resultado de sua história até então. A escola conseguiu a pontuação máxima na maioria dos quesitos, perdendo apenas cinco décimos no total. Este foi o terceiro desfile do Tuiuti na primeira divisão, sendo que, nos dois desfiles anteriores, ela terminou na última colocação.

## Antecedentes

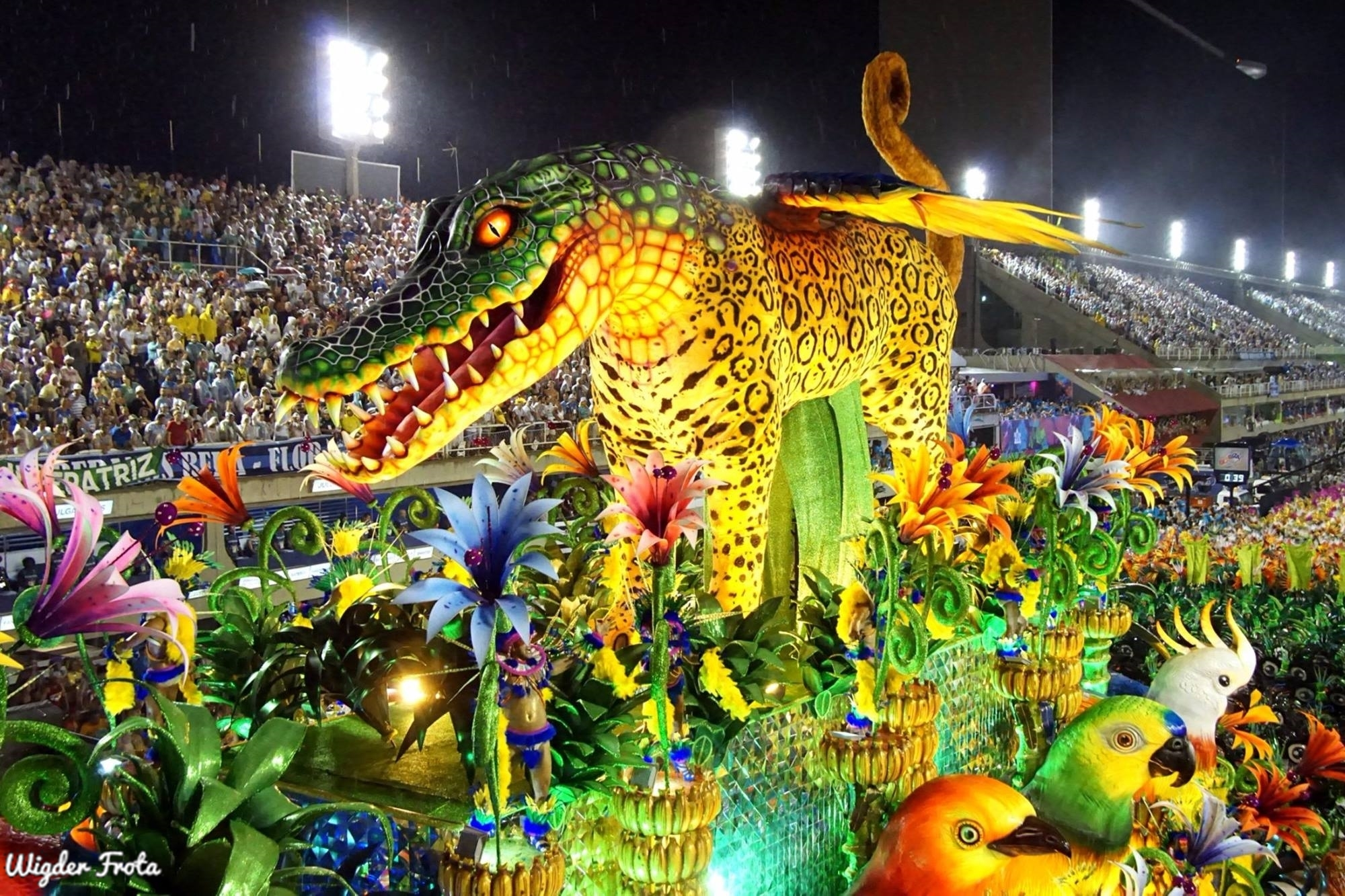
Desfile do Tuiuti no carnaval de 2017.

O Paraíso do Tuiuti fez sua estreia no Grupo Especial no carnaval de 2001, desfilando com o enredo "Um Mouro no Quilombo. Isto a História Registra!", sobre um mouro que saiu da Espanha em direção à Meca, mas, depois de ser salvo de um naufrágio por um judeu, foi parar no Brasil, guerreando no Quilombo dos Palmares. A escola teve problemas para manobrar suas alegorias no desfile e um dos carros alegóricos feriu a perna de uma mulher antes de entrar na pista da Marquês de Sapucaí. Como resultado, a escola se classificou em último lugar, sendo rebaixada de volta para a segunda divisão. No carnaval de 2016, o Tuiuti voltou a vencer a segunda divisão, garantindo seu retorno ao Grupo Especial, dezesseis anos após seu rebaixamento. No carnaval de 2017, o Tuiuti desfilou com o enredo "Carnavaleidoscópio Tropifágico", sobre os cinquenta anos da Tropicália. Assim como em 2001, a escola enfrentou problemas em seu desfile, se classificando em último lugar. A última alegoria do desfile se desgovernou e atropelou cerca de vinte pessoas. Ao tentar consertar a direção do carro na avenida, o motorista deu marcha à ré, imprensando pessoas contra a grade que separa a pista da arquibancada. Chovia no momento do acidente. Uma das vítimas, a radialista Elizabeth Ferreira Jofre, faleceu em 29 de abril de 2017, após passar cerca de dois meses internada. Quatro pessoas foram indiciadas pelo acidente: o motorista Francisco de Assis; o engenheiro Edson Gaspar; o diretor de carnaval, Leandro Azevedo; e o diretor de alegorias, Jaime Benevides. Ainda em 2017, a Unidos da Tijuca também teve um grave acidente com o desabamento da parte de cima de uma de suas alegorias. Devido aos acidentes, a LIESA (Liga Independente das Escolas de Samba do Rio de Janeiro) decidiu cancelar o rebaixamento naquele ano, mantendo todas as escolas no Grupo Especial em 2018.

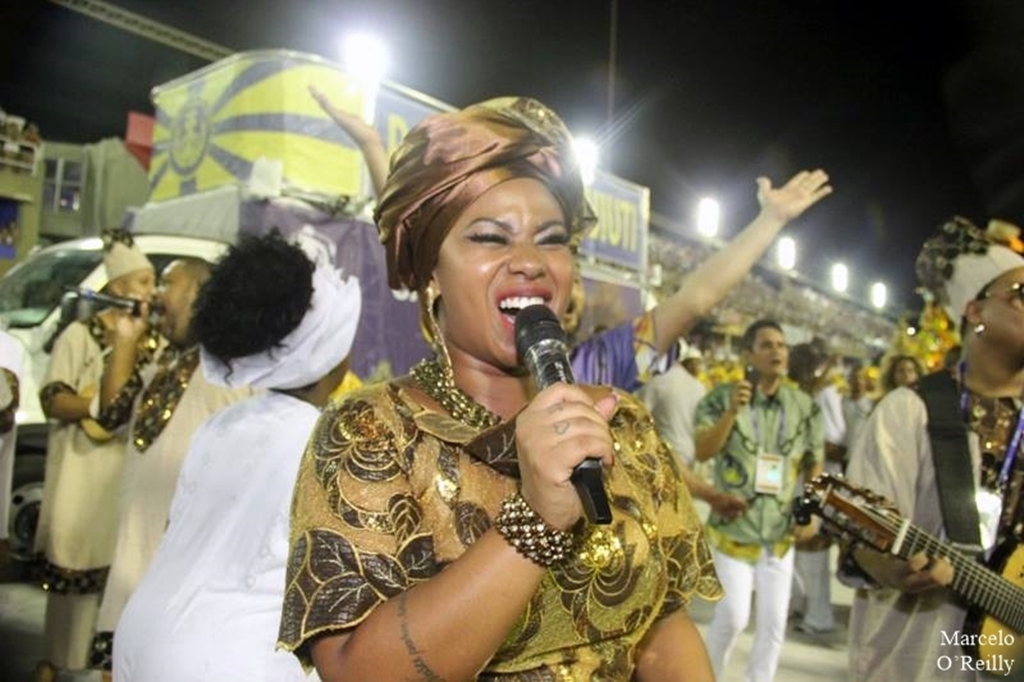
Grazzi Brasil durante o Desfile das Campeãs.

Pela primeira vez em sua história, o Tuiuti desfilaria duas vezes seguidas no Grupo Especial. Para o carnaval de 2018, a escola promoveu diversas mudanças em sua equipe. Patrick Carvalho assumiu a coreografia da Comissão de Frente. Marlon Flores e Danielle Nascimento formaram o novo primeiro casal de mestre-sala e porta-bandeira da escola. Leandro Azevedo, André Gonçalves (Andrezinho), Thiago Monteiro e Rodrigo Soares formaram a Direção de Carnaval; enquanto Thiago Monteiro e Rodrigo Soares assumiram a Direção de Harmonia. A escola ainda montou um trio de intérpretes com Celsinho Mody e Grazzi Brasil (importados do carnaval de São Paulo) e Nino do Milênio, que fez sua estreia como cantor oficial no Grupo Especial, após passagens por escolas do grupo de acesso. Os demais membros foram mantidos, incluindo o mestre de bateria, Ricardinho, e o carnavalesco Jack Vasconcelos, que assinaria seu quarto desfile consecutivo na agremiação. O carnaval de 2018 teve um período de preparação conturbado. Em junho de 2017, a Prefeitura do Rio anunciou o corte de 50% do repasse de verbas públicas para as escolas de samba. A decisão gerou polêmica visto que em sua campanha à Prefeitura, Marcelo Crivella prometeu manter o patrocínio às escolas. Bispo licenciado da Igreja Universal do Reino de Deus, Crivella também foi acusado de ser influenciado pela sua religião ao cortar parte da verba do carnaval. A LIESA ameaçou cancelar os desfiles e sambistas organizaram protestos, mas o Prefeito manteve o corte. Sem dinheiro, a LIESA decidiu cancelar os ensaios técnicos, após quinze anos bancando o evento. Em outubro de 2017, faltando cerca de quatro meses para os desfiles, o Ministério do Trabalho interditou os barracões de todas as escolas na Cidade do Samba. Os barracões foram liberados ao final de novembro, após as escolas cumprirem uma série de exigências visando melhores condições de trabalho. No dia 15 de julho de 2017 a LIESA sorteou a ordem de apresentação das escolas de samba para o desfile de 2018. Último colocado do Grupo Especial de 2017, o Tuiuti encerraria a primeira noite de apresentações, mas trocou de lugar com a Mocidade Independente de Padre Miguel, assumindo a posição de quarta escola a desfilar.

## O enredo

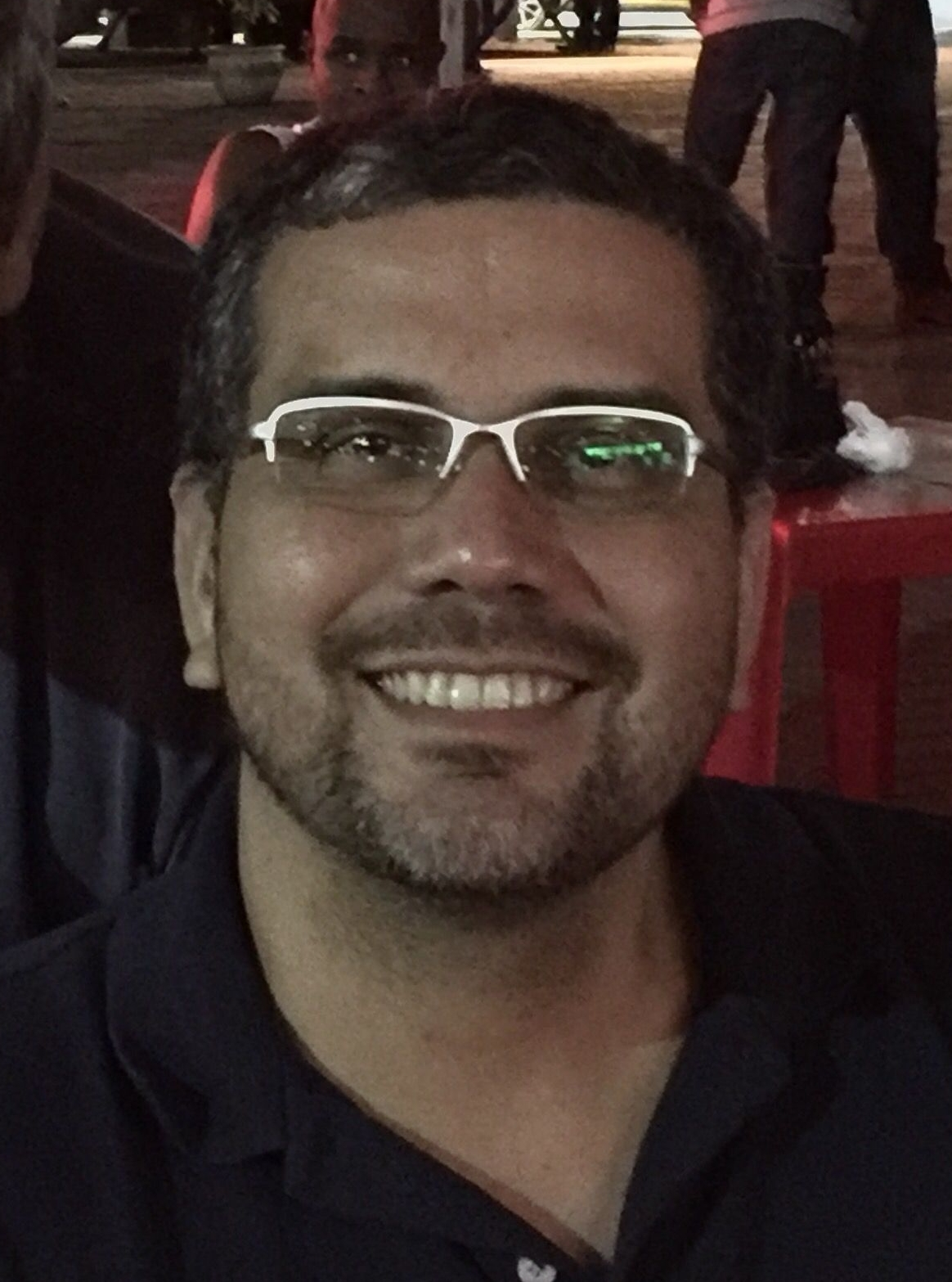
Jack Vasconcelos, carnavalesco e autor do enredo do desfile.

No dia 5 de maio de 2017, o Paraíso do Tuiuti divulgou que seu enredo teria como tema os 130 anos da assinatura da Lei Áurea, completados em 2018. A sinopse do enredo, assinada pelo carnavalesco Jack Vasconcelos, foi divulgada no dia 12 de maio de 2017. "Meu Deus, Meu Deus, Está Extinta a Escravidão?" abordou a escravidão em várias civilizações da antiguidade, passando pela abolição da escravatura no Brasil com a assinatura da Lei Áurea, até chegar na escravidão moderna e na precarização do trabalho no Brasil contemporâneo. O título do enredo foi retirado do último verso do clássico samba-enredo "Sublime Pergaminho", apresentado pela escola Unidos de Lucas no carnaval de 1968. O verso de "Sublime Pergaminho" é afirmativo ("Uma voz na varanda do paço ecoou: Meu Deus, meu Deus! Está extinta a escravidão!"); enquanto no título do enredo foi transformado numa pergunta, questionando sobre as condições em que os escravizados foram libertos, a desigualdade social e a exploração do trabalho humano.
Desenvolvimento
O enredo foi desenvolvido em seis setores ao longo do desfile. O primeiro setor defendeu a ideia de que as escolas de samba funcionam como quilombos modernos, servindo como espaços de preservação cultural, onde as comunidades se organizam e expressam sua identidade através da arte. O segundo setor abordou a escravidão nas várias civilizações da antiguidade; enquanto o terceiro setor tratou do tráfico negreiro durante a Era dos Descobrimentos. O quarto setor teve como tema a escravização no Brasil, abordando as várias atividades exercidas pelos escravizados no país e como a escravidão moldou o cenário cotidiano, social e cultural do Brasil Colônia. O quinto setor tratou da luta pelo abolicionismo no Brasil e a assinatura da Lei Áurea. O quinto e último setor do desfile tratou da escravidão moderna e da precarização do trabalho humano na contemporaneidade.

## O samba-enredo

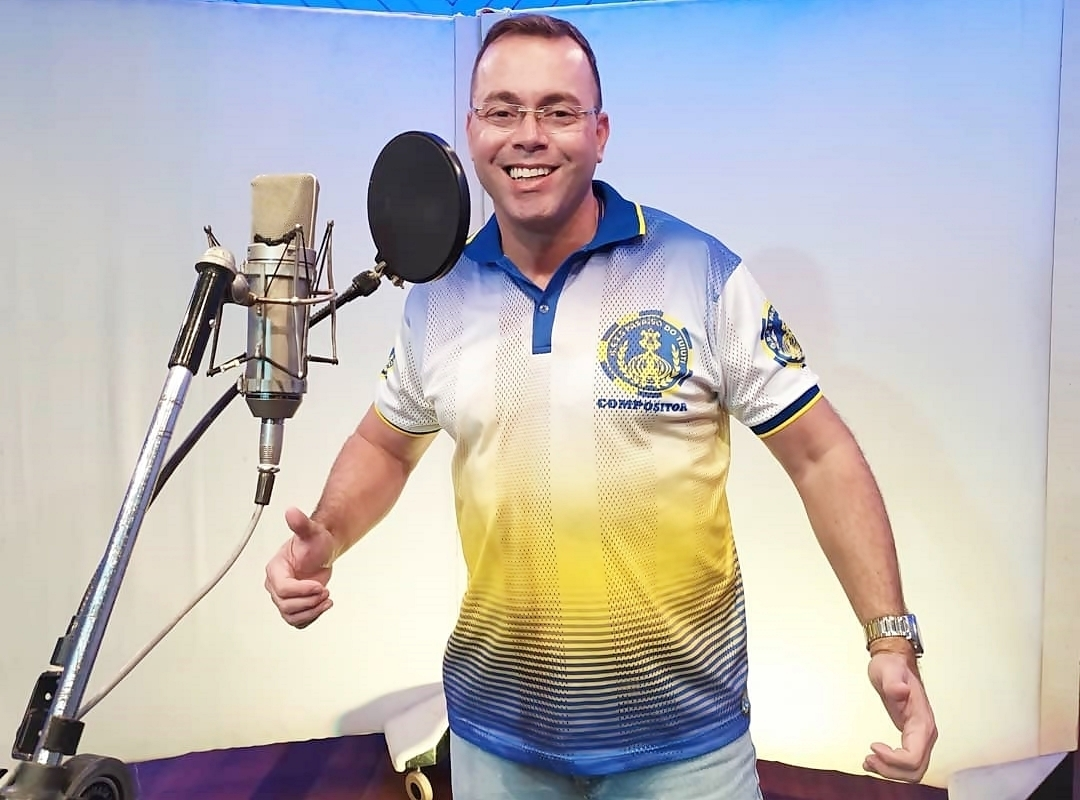
Cláudio Russo, um dos compositores do samba-enredo do desfile.

O Paraíso do Tuiuti não realizou disputa de samba-enredo. A escola encomendou seu samba aos compositores Cláudio Russo, Moacyr Luz, Dona Zezé, Jurandir e Aníbal Leonardo. A parceria foi composta por quatro compositores da escola e um convidado especial (Moacyr Luz). Dona Zezé é moradora do Morro do Tuiuti e matriarca de uma família de componentes e torcedores da escola. Ingressou na ala de compositores da agremiação no ano 2000. É autora dos sambas da escola de 2004 e 2011. Um dos autores do clássico "Liberdade! Liberdade! Abre as Asas sobre Nós" (Imperatriz Leopoldinense, 1989), Jurandir se filiou à Ala de Compositores do Tuiuti na década de 1990, vencendo seis disputas de samba-enredo na escola até então. Aníbal Leonardo é autor dos sambas de 2008, 2009, 2010 e 2012 do Tuiuti. Compositor do Tuiuti desde 2015 e autor do samba de 2016 da escola, Cláudio Russo assinou sua segunda obra na agremiação.

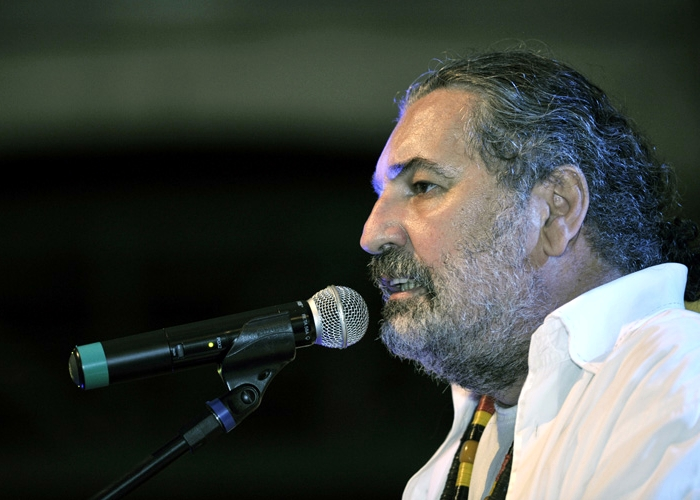
Moacyr Luz é um dos compositores do samba-enredo do desfile.

"O enredo é muito oportuno, pois estamos falando de um tema que está à flor da pele do brasileiro. Completamos 130 anos de abolição da escravatura, mas continuamos com milhares, talvez milhões, de pessoas no país inteiro ainda sendo escravizadas, trabalhando em troca de um prato de comida. São erros históricos da nossa sociedade que ainda não foram reparados. Compusemos um samba que vai ao encontro de anseios nossos como cidadãos."
— Moacyr Luz, um dos compositores do samba-enredo do desfile.

O samba foi lançado oficialmente no dia 7 de julho de 2017, numa festa realizada na quadra da escola, em São Cristóvão. A obra do Tuiuti é a décima segunda faixa do álbum Sambas de Enredo 2018, lançado em novembro de 2017.

### Letra e melodia
A letra do samba foi escrita na primeira pessoa do singular e começa fazendo referência à escravidão, seja a branca, em referência aos eslavos escravizados, de onde surgiu o termo "escravo", ou a de negros ("Irmão de olho claro ou da Guiné... / Qual será o seu valor? Pobre artigo de mercado"). O trecho seguinte lembra do horror da escravidão e os castigos físicos sofridos pelos escravos ("Senhor eu não tenho a sua fé, e nem tenho a sua cor / Tenho o sangue avermelhado / O mesmo que escorre da ferida / Mostra que a vida se lamenta por nós dois"). O prato de comida lembra que a única coisa que o escravocrata não deseja ao escravo é que este passe fome, pois com fome, o escravo não trabalha, adoece e morre ("Mas falta em seu peito um coração / Ao me dar a escravidão e um prato de feijão com arroz"). Os versos seguintes fazem referência à diáspora africana. Reis, guerreiros, homens simples do povo misturados aos seus nobres, e gente de tribos rivais foram presos, comercializados e escravizados para trabalhar em canaviais, cafezais, mineração entre outras atividades ("Eu fui Mandiga, Cambinda, Haussá / Fui um rei Egbá preso na corrente / Sofri nos braços de um capataz / Morri nos canaviais onde se plantava gente"). O refrão central do samba cita Preto-velho, uma linha de trabalho de entidades de umbanda, que se apresenta sob o arquétipo de velhos africanos que viveram como escravos e que contam as histórias do tempo de cativeiro. O refrão também cita a Calunga Grande, nome dado à travessia marítima de escravizados da África até chegar à América ("Ê Calunga ê, ê Calunga! / Preto-velho me contou, Preto-velho me contou / Onde mora a senhora liberdade / Não tem ferro, nem feitor...").
|                                                    | "Meu Deus, Meu Deus, Está Extinta a Escravidão?" Trecho do samba do desfile, com interpretação de Nino do Milênio, Celsinho Mody e Grazzi Brasil. |
| Problemas para escutar este arquivo? Veja a ajuda. | |

A segunda parte do samba começa fazendo referência à devoção de negros escravizados e alforriados à Nossa Senhora do Rosário e à São Benedito, o que gerou manifestações culturais como a congada ("Amparo do Rosário ao negro Benedito / Um grito feito pele do tambor"). A seguir, é lembrada a luta dos abolicionistas pelo fim da escravidão e o primeiro jornal da imprensa negra no Brasil, batizado O Homem de Cor ("Deu no noticiário, com lágrimas escrito / Um rito, uma luta, um homem de cor"). O trecho seguinte se refere à Lei Áurea como uma "bondade cruel", uma vez que ela não foi acompanhada por ações que promovessem a inserção dos libertos na sociedade, propagando a miséria e a desigualdade entre a população de negros libertos que formaram uma espécie de "cativeiro social" ("E assim quando a lei foi assinada / Uma lua atordoada assistiu fogos no céu / Áurea feito o ouro da bandeira / Fui rezar na cachoeira contra a bondade cruel"). A seguir, o pré-refrão pede o fim do "cativeiro social", em referência à escravidão moderna e à precarização do trabalho ("Meu Deus! Meu Deus! / Se eu chorar não leve a mal / Pela luz do candeeiro / Liberte o cativeiro social"). O refrão principal do samba se refere ao Paraíso do Tuiuti como um quilombo do Morro do Tuiuti, ideia sugerida na premissa do enredo da escola ("Não sou escravo de nenhum senhor / Meu Paraíso é meu bastião / Meu Tuiuti, o quilombo da favela / É sentinela da libertação").

### Crítica especializada
O samba-enredo foi apontado pela crítica especializada como um dos melhores do ano. Luiz Antônio Simas, em sua crítica para O Globo, escreveu que Tuiuti, Beija-Flor e Mangueira "têm sambas candidatos a melhores do carnaval, com enredos contundentes, ancorados na crítica social às mazelas de uma sociedade intolerante e estruturalmente racista como a brasileira". Bruno Guedes, da Cult Magazine, também apontou o samba entre os melhores, destacando a "letra absurdamente poética". Para Marco Maciel, do site especializado Sambario, "a letra rebuscada em primeira pessoa é o grande destaque da obra, com a melodia tentando acompanhar sua beleza, sendo emocionante e dolente, ainda que com pequenos problemas de métrica em um verso ou outro". Leonardo Bruno, do jornal Extra, classificou o samba como "denso".

## O desfile
O Paraíso do Tuiuti foi a quarta escola a desfilar na primeira noite do Grupo Especial, iniciando seu desfile na madrugada da segunda-feira de carnaval, dia 12 de fevereiro de 2018. A apresentação contou com três mil e cem componentes, divididos em 29 alas, cinco carros alegóricos e um tripé. A escola concluiu seu desfile com 74 minutos de apresentação. Abaixo, o roteiro do desfile e o contexto das alegorias e fantasias apresentadas.
| Roteiro |
| Setor 1: "Meu Paraíso É Meu Bastião" |
| --- |
| Comissão de Frente: "O Grito de Liberdade" A Comissão abordou o período da escravidão, evocando a força e a fé dos escravizados. A apresentação começou com quatorze dançarinos negros interpretando homens escravizados. Os componentes usavam correntes de plástico pintadas com betume, imitando ferro; e grilhões no pescoço, feitos de espuma e velcro; além de máscaras de flandres. A Comissão foi acompanhada por um tripé simbolizando uma senzala. Em determinado momento da coreografia entra um componente negro, interpretando um capitão do mato, segurando um chicote em mãos. O capitão açoita um dos escravizados, que cai no chão. Os demais escravizados, junto com o capitão do mato, saem de cena, entrando pela parte de trás do tripé, enquanto treze componentes, interpretando pretos-velhos, saem da senzala. Os componentes vestiam roupas características da entidade: chapéu de palha, camisa xadrez em preto e branco e cachimbo. Eles também andavam curvados para frente, conservando o arquétipo de idoso da entidade. Os pretos-velhos entram segurando um lenço estampado de xadrez preto e branco. Num truque de mágica, o lenço vira uma bengala, também característica da entidade. No alto do tripé também surge um componente interpretando um preto-velho, caracterizado igual aos demais. Os pretos-velhos benzem e "curam" o escravizado que estava caído ao chão. O capitão do mato volta à cena para açoitar o escravizado, mas, por ação dos pretos-velhos, acaba se arrependendo e se redimindo. O tripé da senzala se move, "recolhendo" os pretos-velhos ao mesmo tempo em que revela os demais escravizados libertos, sem as correntes e algemas. A Comissão de Frente foi coreografada por Patrick Carvalho e recebeu todos os prêmios do ano, além de garantir a pontuação máxima dos jurados do carnaval. |
| Primeiro casal de mestre-sala e porta-bandeira (Marlon Flores e Daniele Nascimento): "Guerreiros do Quilombo Tuiuti" Dançando pela primeira vez juntos, Marlon Flores e Daniele Nascimento desfilaram com fantasias em tons de azul e dourado, simbolizando os "Guerreiros do Quilombo Tuiuti". O casal foi apresentado por Vilma Nascimento, lendária ex porta-bandeira da Portela e mãe de Daniele. Guardiões do primeiro casal: "Sentinelas da Libertação" Os guardiões desfilaram em volta do casal, também com fantasias em tons de azul e dourado, com elementos de guerreiros africanos. |
| Ala 1: "Quilombolas Tuiuti" Na primeira ala do desfile, coreografada por Carla Meirelles, componentes desfilaram com fantasias nas cores da escola (azul e amarelo), representando os moradores do Morro do Tuiuti, que é tratado pelo enredo como um quilombo urbano. |
| Ala 2 (Velha Guarda): "Sabedoria Quilombola" Com trajes em estampas geométricas nas cores da escola, a Velha Guarda do Tuiuti desfilou representando a sabedoria dos ancestrais quilombolas. |
| Alegoria 1: "Quilombo Tuiuti" O carro abre-alas do desfile simbolizou a ideia defendida pelo enredo de que as escolas de samba (no caso, o próprio Paraíso do Tuiuti) são quilombos contemporâneos. A estética da alegoria foi inspirada nas fortificações de tribos ancestrais africanas. Na frente do carro, desfilaram três tripés de rinocerontes dourados, ladeados por máscaras africanas, simbolizando a força herdada da África. A alegoria foi toda decorada com bambus de verdade, e reproduções de máscaras e lanças africanas. O primeiro chassi do carro ostentou a coroa, símbolo da escola, toda espelhada. Destaques: Destaque central baixo: Jorge Honorato com a fantasia "Senhor do Quilombo Tuiuti". Destaque central médio: Renata Marins com a fantasia "Rainha do Quilombo Tuiuti". Destaque central alto: Klayton Eler com a fantasia "Sacerdote do Quilombo Tuiuti". Composições: 32 componentes com a fantasia "Ancestrais do Quilombo Tuiuti". 62 componentes com a fantasia "Sentinelas do Quilombo Tuiuti". |
| Setor 2: "Pobre Artigo de Mercado" |
| Ala 3: "Corveia Egípcia" Abrindo o setor que tratou da escravidão nas várias civilizações da antiguidade, a terceira ala do desfile representa a corveia no Antigo Egito, uma espécie de trabalho compulsório que era remunerado apesar de obrigatório. Os componentes da ala desfilaram com fantasias em forma de pirâmide. |
| Ala 4: "Cativo Babilônico" A quarta ala do desfile fez alusão à escravização na civilização babilônica: os escravos dos templos; os do Estado; os particulares; e os escravos de escravos, pois alguns acabavam enriquecendo, pagavam suas obrigações a seus respectivos senhores e compravam seus próprios escravos para exercerem as atividades indesejadas em seu lugar. A fantasia dos componentes remeteu à arquitetura babilônica com a reprodução de ladrilhos na roupa e um vaso de cerâmica preta no chapéu. |
| Ala 5: "Serviçal Grego" A quinta ala do desfile simbolizou a escravidão na Grécia Antiga. Os componentes da ala desfilaram com fantasias remetendo à arquitetura grega, em especial às colunas gregas. |
| Ala 6: "Gladiador Romano" A sexta ala do desfile fez referência aos prisioneiros de guerra, criminosos, desertores e desvalidos, que eram escravizados e forçados a lutar pela própria vida com outros gladiadores como forma de entretenimento público na Roma Antiga. A fantasia dos componentes, em tons de vermelho e dourado, remeteu à estética dos trajes dos gladiadores romanos. |
| Ala 7: "Escravos Eslavos" A sétima ala do desfile trata da escravização de eslavos por gregos, romanos e germânicos. Durante a Idade Média, germanos e bizantinos escravizaram uma grande quantidade de eslavos na Europa central. Os componentes da ala desfilaram com fantasias que remetiam à trajes típicos do povo eslavo. |
| Ala 8: "Escravo Árabe" A oitava ala do desfile fez alusão à escravatura no mundo muçulmano. Componentes desfilaram com reproduções de enormes leques, que eram usados pelos escravizados para abanar seus senhores. |
| Musa - Luisa Langer: "Pirata Árabe" A musa Luisa Langer desfilou à frente da segunda alegoria, representando uma pirata árabe. Segundo o enredo, "Muçulmanos do norte da África saíam em embarcações piratas para capturar e escravizar tripulações de navios e povos que habitavam o litoral mediterrâneo.". |
| Alegoria 2: "O Mercado de Gente" A segunda alegoria do desfile fez referência ao tráfico de escravos praticado pelos muçulmanos árabes do norte e leste da África. Segundo o enredo, pessoas de vários grupos raciais foram forçadas à escravidão, incluindo uma grande parcela de povos europeus da costa mediterrânea e das regiões montanhosas do Cáucaso. Na frente da alegoria, duas esculturas de leões dourados e um chafariz, simbolizaram o poder e realeza do califado. No centro da alegoria, quarenta componentes representaram escravizados cercados por 28 componentes representando sentinelas do califado. Destaques: Leão direito: Luiz Vigneron Moon com a fantasia "Sentinela do Califado". Leão esquerdo: Fábio Lima com a fantasia "Sentinela do Califado". Destaque central alto: Flávio Rocha com a fantasia "Grande Califa". No chafariz: Graciele Chaveirinho com a fantasia "Concubina do Califa". Composições: 40 componentes com a fantasia "Escravos mediterrâneos". 28 componentes com a fantasia "Sentinelas árabes". |
| Setor 3: "Falta em Seu Peito Um Coração ao Me Dar a Escravidão" |
| Ala 9: "África e Europa" Ala coreografada com dois grupos de componentes usando fantasias diferentes. Um grupo desfilou com fantasia em referência a expansão marítima europeia; enquanto o outro grupo desfilou com fantasia em alusão ao continente africano. Segundo o enredo, "com o intuito de expandir suas atividades comerciais, no contexto da sua expansão marítima, europeus exploraram a costa africana e iniciaram o maior mercado de escravidão em massa da história da humanidade". |
| Ala 10: "Ouros, Marfins e Peles" A décima ala do desfile fez referência ao interesse de comerciantes europeus em ouro, marfins e peles de animais do continente africano. A fantasia dos componentes, em tons de dourado, simbolizando o ouro, era decorada com reproduções de marfins, e estampas imitando peles de animais. |
| Ala 11 (Baianas): "Riqueza Africana" As oitenta baianas do Tuiuti desfilaram com fantasias representando a "riqueza africana" que atraiu a cobiça dos exploradores europeus. O figurino mesclou diversas estampas de pele de animais, reproduções de búzios, e detalhes em dourado, simbolizando o ouro. |
| Ala 12: "Guerreiros" Ala coreografada com componentes vestidos de guerreiros, segurando escudos e lanças. A fantasia da ala lembrou que grande parte do pagamento das negociações de escravos com reinos e tribos africanas era paga em materiais bélicos pelos europeus, com os quais os chefes e reis visavam fortalecer o poderio de seus exércitos perante os embates com adversários". |
| Ala 13: "Aprisionados" A ala treze fez referência a africanos escravizados por resultados de guerras e invasões promovidas entre tribos e reinos africanos rivais. Componentes desfilaram dentro de uma armação de vime imitando uma gaiola para passar a sensação de aprisionamento. |
| Alegoria 3: "Tumbeiro" A terceira alegoria do desfile simbolizou um navio negreiro, usado para transportar pessoas escravizadas; também chamada de "tumbeiro" devido ao alto índice de mortalidade durante as viagens. Na parte frontal do carro alegórico, três esculturas de rostos acorrentados. Espalhados pela alegoria, componentes representaram negros escravizados, alguns com reproduções de gaiolas na cabeça. Destaques: Destaque central baixo (gaiola): Paulo Lima com a fantasia "Rei Africano Escravizado". Destaque central alto: Dida com a fantasia "Português Negreiro". Destaque central fundos: Jorge Amarelloh com a fantasia "Nobre Africano Escravizado". Composições: 50 componentes com a fantasia "Peças" (como eram chamados os escravizados). 12 componentes com a fantasia "Riquezas Europeias Ultramarinas". |
| Setor 4: "Sofri nos Braços de Um Capataz" |
| Ala 14: "Escravos nos Canaviais" Abrindo o setor que tratou da escravidão no Brasil, a ala quatorze faz referência aos escravizados que trabalhavam nos canaviais, lembrando que a mão-de-obra escrava africana foi o pilar que sustentou a primeira e mais extensa atividade economicamente organizada no Brasil colonial: o cultivo da cana-de-açúcar. |
| Ala 15: "Escravos nos Cafezais" A ala quinze fez alusão aos escravizados que trabalhavam nos cafezais. Componentes desfilaram com fantasias em tons predominantemente verdes, com reproduções de folhas de café. |
| Destaques de Chão - Alex Coutinho, Sarah Honorato e Poliana Cipriano: "Escravos com Ouro Barroco" Alex Coutinho, Sarah Honorato e Poliana Cipriano desfilaram à frente da ala de passistas com fantasias em tons de dourado para lembrar que no ciclo do ouro, o trabalho escravo foi a base do desenvolvimento do barroco brasileiro. |
| Ala 16 (Passistas): "Escravos com Ouro e Diamantes" A ala de passistas do Tuiuti, dirigida por Alex Coutinho e Jorge Amarelloh, desfilou com fantasias em tons de dourado, remetendo ao trabalho escravo nas minas de ouro. |
| Ala 17 (Bateria): "Feitores" Os 250 ritmistas da Bateria Supersom, comandada por Mestre Ricardinho, desfilaram representando os feitores, funcionários responsáveis por vigiar as fazendas e impedir a tentativa de fuga dos escravizados, além de puniam as "condutas inadequadas" da escravaria. A fantasia da Bateria fez uma junção de tecidos diferentes entre si (um patchwork), onde os tons escuros predominam, fazendo uma metáfora com a mestiçagem racial da maioria dos feitores e o peso da função. Rainha de Bateria (Carol Marins): "Espírito Quilombola" A rainha de bateria, Carol Marins, desfilou com fantasia dourada com costeiro de plumas azuis e penas de faisão preto, simbolizando o "espírito quilombola" dos escravizados que sonhavam com a liberdade. |
| Ala 18: "Escravos na Faiscação" A ala dezoito, coreografada por Fábio Batista, fez referência ao trabalho de escravizados na faiscação, também chamada de garimpo. Os componentes da ala desfilaram segurando uma reprodução de bateia, utensílio utilizado na mineração em leitos de rios, córregos e riachos. |
| Ala 19: "Escravos nas Minas" A ala dezenove fez alusão ao trabalho escravo para exploração de metais preciosos em rochas localizadas nas encostas das montanhas e em minas subterrâneas. |
| Ala 20: "Escravos de Ganho" A ala vinte simbolizou os escravos de ganho, como ficaram conhecidos os escravizados que eram obrigados pelos seus senhores a realizar algum tipo de trabalho nas ruas, levando para casa ao fim do dia uma soma de dinheiro previamente estipulada. Componentes desfilaram com figurinos variados para retratar as múltiplas atividades. |
| Musa - Milla Ribeiro: "Festejo aos Padroeiros" A musa Milla Ribeiro desfilou com fantasia em tons de dourado, rosa e laranja, simbolizando os festejos em homenagem aos padroeiros das irmandades religiosas negras. |
| Alegoria 4: "Ouro Negro" O quarto carro alegórico do desfile simbolizou como a escravidão moldou o cenário cotidiano, social e cultural do Brasil Colônia. O tom predominantemente dourado da alegoria faz referência à arte barroca brasileira, com o ouro extraído pelo trabalho escravo. Nas laterais do carro, a reprodução de telas pintadas por Jean-Baptiste Debret (1768-1848), pintor francês que retratou aspectos da sociedade brasileira no início do século XIX. A alegoria também faz alusão à interseção religiosa dos escravizados, com referências a festejos em homenagem a padroeiros de irmandades negras (como as Congadas à São Benedito e Nossa Senhora do Rosário dos Pretos); e a adoração a entidades afro-brasileiras, representada pela escultura de um preto-velho no alto da alegoria. Destaques: Frente baixo direito: Ana Claudia com a fantasia "Rainha da Congada". Frente baixo esquerdo: Morena Flor com a fantasia "Rainha da Congada". Central meio: Marcelo de Almeida com a fantasia "Festejo aos Padroeiros São Benedito e Nossa Senhora do Rosário dos Pretos". Central alto: Ritalo de Iemanjá com a fantasia "Riqueza Barroca". Composições: Dezoito componentes com a fantasia "Escravos de Lavra". Oito componentes com a fantasia "Pajens". Oito componentes com a fantasia "Mucamas". |
| Setor 5: "Um Rito, Uma Luta, Um Homem de Cor" |
| Ala 21: "Abolicionistas" Os componentes da ala desfilaram com fantasias nas cores da França (azul, branco e vermelho) em referência a Declaração dos Direitos do Homem e do Cidadão, documento elaborado pela Assembleia Nacional Constituinte da França revolucionária em 1789, que influenciou na abolição da escravidão na França e a discussão sobre o assunto em outras partes do mundo. Os componentes da ala também carregavam estandartes estampados com imagens de personalidades brasileiras que lutaram pela abolição da escravatura no Brasil, como: Joaquim Nabuco, Castro Alves, André Rebouças, José do Patrocínio, Francisco de Paula Brito, Luís Gama, Eusébio de Queirós, Tobias Barreto, Chiquinha Gonzaga, Ruy Barbosa, Maria Firmina dos Reis e Francisco José do Nascimento (o Dragão do Mar). |
| Ala 22: "O Homem de Cor" A ala fez referência ao primeiro jornal da imprensa negra no Brasil. "O Homem de Cor" foi lançado em 1833, pelo tipógrafo e escritor Francisco de Paula Brito, no Rio de Janeiro. A fantasia da ala é estampada com a primeira página de uma edição original do jornal. |
| Ala 23: "As Camélias do Leblon" A ala remete ao Quilombo do Leblon, onde se escondiam escravizados fugidos. Lá, cultivavam camélias, que eram utilizadas por abolicionistas que protegiam o Quilombo, entre eles, a Princesa Isabel. As componentes da ala, formada por mulheres plus size, vestiram fantasias com saias em forma de camélia branca. |
| Ala 24: "Damas de Ferro" A ala fez alusão à pressão do imperialismo inglês para a abolição da escravatura no Brasil movida por interesses econômicos da Revolução Industrial. Componentes da ala desfilaram com fantasias decoradas com bandeiras da Inglaterra e estruturas que lembravam engrenagens industriais. |
| Musa - Mayara Lima: "Rosa de Ouro" A musa Mayara Lima desfilou com fantasia dourada em referência à Rosa de Ouro ofertada pelo Papa Leão XIII à Princesa Isabel por ela ter promulgado a abolição da escravatura no Brasil. |
| Tripé: "Lei Áurea" O setor foi encerrado por um tripé em referência à Lei Áurea, que extinguiu a escravidão no Brasil. O tripé reproduziu o documento original assinando pela Princesa Isabel em 13 de maio de 1888; e tinha decoração em dourado para lembrar da etimologia da palavra "áurea", oriunda do latim aurum, uma expressão de uso simbólico que significa "feito de ouro". No alto do tripé, o passista Marcinho desfilou com a fantasia de "negro liberto". |
| Setor 6: "Cativeiro Social" |
| Ala 25: "Cativeiro Social" Abrindo o último setor do desfile, que tratou da escravidão moderna, a ala 25 lembrou que a abolição não foi acompanhada por ações que promovessem a inserção dos ex-escravizados na sociedade, propagando a miséria e a desigualdade entre a população de negros libertos, que formaram uma espécie de "cativeiro social". Os componentes da ala desfilaram com reproduções de correntes quebradas no pulso, remetendo à abolição, mas dentro de caixas simbolizando as favelas que, segundo o enredo, seria um "cativeiro social". |
| Ala 26: "Trabalho Escravo Rural" A ala lembrou dos casos de trabalho escravo que ainda ocorrem no Brasil, principalmente nas zonas rurais, onde o trabalho desgastante exige muita força física. Componentes desfilaram dentro da reprodução de um cesto com uma enxada e roupa característica de boias-frias. |
| Segundo casal de mestre-sala e porta-bandeira (Wesley Cherry e Rebeca Tito): "O Magnata da Exploração e a Costureira Escravizada" O segundo casal de mestre-sala e porta-bandeira do Tuiuti, formado por Wesley Cherry e Rebeca Tito, desfilou simbolizando a exploração do trabalho na indústria têxtil e da moda. Ambos desfilaram com fantasias em tom predominantemente preto, decorado com reproduções de roupas coloridas. Ela representou a "costureira escravizada" e ele o "magnata da exploração", com reprodução de dólares coladas no terno. |
| Ala 27: "Trabalho Informal" A ala fez referência aos trabalhadores informais, que não possuem vínculos registrados na carteira de trabalho ou documentação equivalente e, portanto, desprovidos de benefícios garantidos pela CLT. Os componentes da ala desfilaram carregando uma caixa de isopor, característica dos vendedores ambulantes de bebidas, além de outros objetos como boias, sombrinhas e brinquedos. |
| Ala 28: "Guerreiros da CLT" Na penúltima ala do desfile, os componentes desfilaram com fantasia imitando roupa de operário vermelha, com vários braços segurando ferramentas de trabalho como pincel e martelo, simbolizando a classe trabalhadora. Os componentes também seguravam uma reprodução gigante da carteira de trabalho brasileira "combalida" (suja, com rasgos) em forma de escudo, segundo o enredo, "para se proteger dos constantes ataques à CLT". A ala foi entendida por especialistas como uma crítica a Reforma Trabalhista implementada pelo Governo de Michel Temer em 2017. |
| Ala 29: "Manifestoches" Segundo o roteiro do desfile, a última ala da apresentação representou "a manipulação do pensamento articulada pelas potências empresariais e políticas para enfraquecer a consciência do poder que a massa trabalhadora e menos favorecida tem, fazendo com que até muitos pobres sejam 'patos' orgulhosos da classe dominante, marchando em direção à manutenção do velho ciclo de exploradores e explorados". A fantasia da ala satirizou a campanha "Não Vou Pagar o Pato", lançada pela FIESP em 2015, contra o aumento de impostos e contra a volta da CPMF, que havia sido propostos pelo Governo Dilma Rousseff para combater a crise econômica de 2014. A campanha, que tinha como símbolo um pato amarelo, também apoiou o processo de impeachment de Dilma Rousseff. Os integrantes da ala desfilaram com roupas simulando o uniforme da Seleção Brasileira de Futebol e carregavam nas mãos uma panela e uma colher de pau, em alusão aos "paneleiros", como ficaram conhecidos os manifestantes que vestiam o uniforme da Seleção Brasileira e batiam panelas nos protestos contra a então presidente do Brasil, Dilma Rousseff. Os componentes também desfilaram com uma boia em formato de pato inflável semelhante ao da campanha da FIESP, cujos olhos foram substituídos por cifrões. Nas costas da fantasia foi presa a reprodução de uma grande mão com fios presos aos desfilantes, simbolizando a manipulação do povo como um fantoche. |
| Musa - Juliana Portela: "Trabalhadores do Brasil" A musa Juliana Portela desfilou com fantasia nas cores verde, azul e amarelo, simbolizando "o trabalhador brasileiro tentando se libertar das correntes da exploração de sua mão-de-obra". |
| Alegoria 5: "Neo-Tumbeiro" A última alegoria do desfile foi dividida em dois níveis para evidenciar a desigualdade social no Brasil. Na parte de baixo, a classe trabalhadora foi poeticamente colocada no lugar dos antigos escravizados. Na parte de cima, a reprodução de um saco de dinheiro e moedas de ouro, simbolizando a "classe dominante" formada pelos ricos e poderosos que, segundo o enredo, "extrai e concentra cada vez mais as riquezas geradas pelo trabalho do povo e se articula, econômica e politicamente, para sua manutenção e de seus privilégios". Na parte frontal do carro alegórico, a reprodução de uma mão gigante acorrentada simbolizando, segundo o roteiro do desfile, "que o antigo regime exploratório dos ricos sobre os pobres avança em golpeantes reformas". Na lateral da alegoria, a reprodução de mãos saindo de ternos, simbolizando a manipulação do povo por parte dos "poderosos", seguindo a ideia da última ala. Destaques: Destaque central médio: Samile Cunha com a fantasia "Quem É o Pato?", satirizando a campanha da FIESP. Destaque central alto: Léo Morais com a fantasia "Vampiro Neoliberalista", uma possível referência ao então presidente do Brasil, Michel Temer. Composições: 38 componentes com fantasias variadas de trabalhadores como médicos, garis e operários. Oito componentes com a fantasia "Manifestoches", semelhantes à ala 29. Dezoito componentes com a fantasia "Golpresários". Seis componentes com a fantasia "Vampiresários". |

## Repercussão
O desfile do Tuiuti teve grande repercussão nas redes sociais, assumindo o topo dos trending topics do Twitter como o assunto mais comentado no Brasil e no mundo. O desfile também teve repercussão internacional, sendo comentado por jornais estrangeiros como o britânico The Guardian; o estadunidense The New York Times; e o francês Le Monde. Num ano de eleições presidenciais no Brasil, o carnaval não ficou de fora da polarização política que tomou conta do país. Parlamentares de esquerda celebraram o desfile do Tuiuti, criando uma rivalidade com o desfile da Beija-Flor, apontado por sites e políticos de esquerda e alguns especialistas como um "desfile de direita", que exaltou a Operação Lava Jato, criminalizou políticos do PT e defendeu os anseios e angústias do empresariado, criticando a carga tributária e benefícios trabalhistas como FGTS e PIS.

O carnavalesco e comentarista de carnaval da Super Rádio Tupi, Luiz Fernando Reis, escreveu que "a crítica da Beija-Flor está muito mais à direita. A escola me parece mais próxima àqueles paneleiros que vestiram verde e amarelo e agora estão arrependidos. Enquanto no Tuiuti a crítica era mais à esquerda, contra a Reforma Trabalhista, questionando se a escravidão está de volta". Para Daniela Name, da Revista Caju, o Tuiuti escolheu "um caminho de desfile que é o avesso da escola de Nilópolis. O enredo de Jack Vasconcelos partiu do livro de Jessé Souza, A Elite do Atraso, para tentar mostrar como a escravidão sempre foi um produto do desejo autocentrado e ganancioso das elites [...] No último segmento da escola, dedicado ao vampiro Michel Temer e à reforma trabalhista, o Tuiuti evidenciou que as novas formas de normatização do trabalho, com entregas e recompensas por demanda, talvez estejam muito próximas da escravidão".

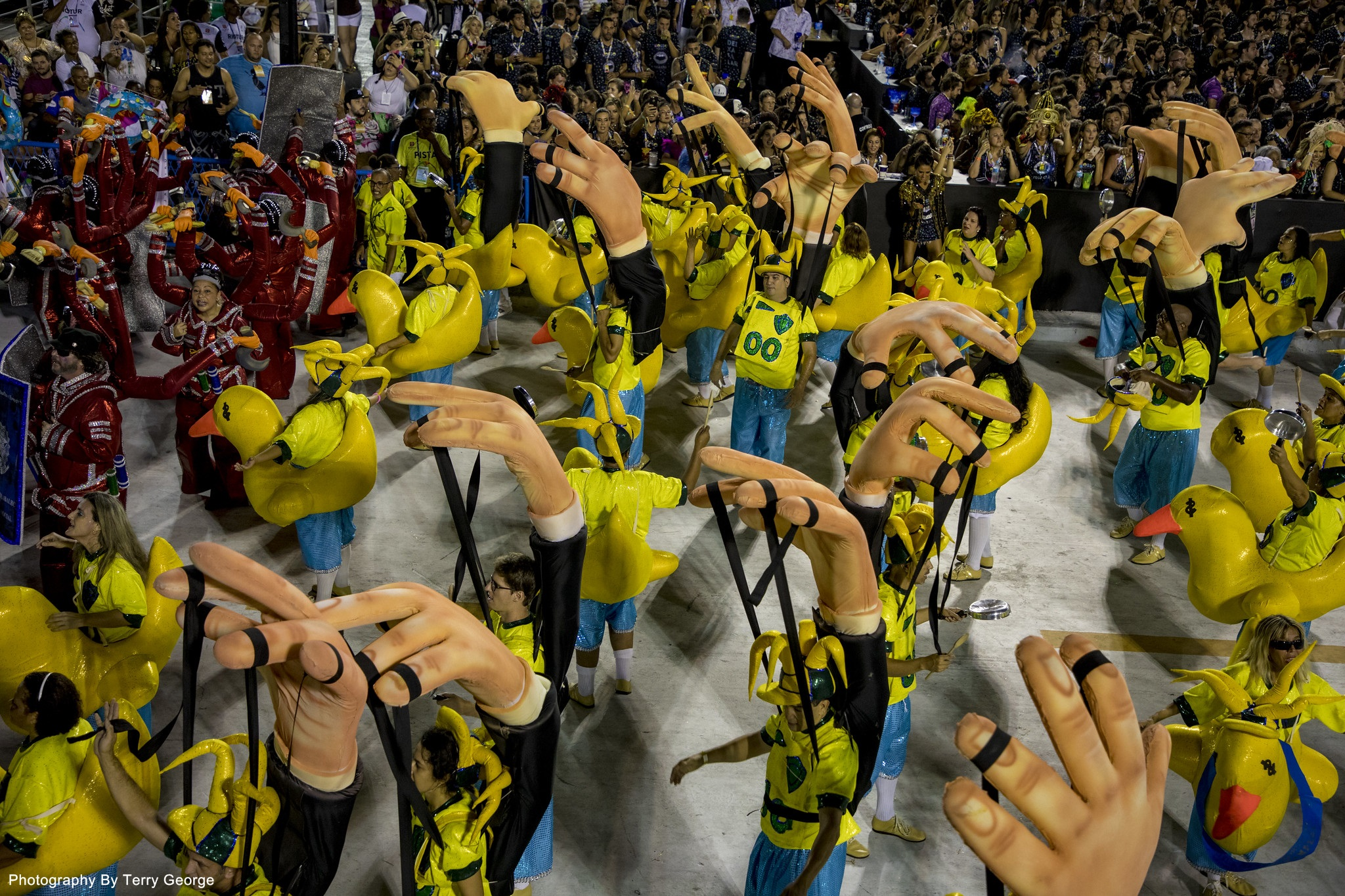
A polêmica ala dos "Manifestoches".

Jornalistas especializados em temas políticos também repercutiram o desfile. Ao jornal O Globo, Ascânio Seleme escreveu que o desfile do Tuiuti "fez uma leitura parcial da história das reformas. Foi correta a citação ao presidente Temer. Não há dúvidas de que ele foi a principal personagem das reformas criticadas pela escola. Do alto de um carro, com a faixa presidencial, o presidente era caracterizado como um vampiro, talvez porque o carnavalesco Jack Vasconcelos o veja sugando o sangue dos pobres brasileiros indefesos. Tudo bem, carnaval é assim mesmo, e claramente a escola tinha um lado. Mas, de maneira inusitada, o Tuiuti criticou a crítica. Colocou na avenida, como fantoches, personagens vestidos com a camisa da Seleção Brasileira batendo panelas. Talvez quisesse se referir aos que apoiaram as reformas de Temer, mas a história diz que aquelas manifestações foram, na verdade, em favor do impeachment da ex-presidente Dilma. Apesar de ser estranho fazer críticas às manifestações, uma vez que ela foi feita, por que não criticar também as favoráveis à Dilma? E, da mesma forma, só apareceram fantoches amarelos ao lado dos patos da Fiesp. Como se todos os manifestantes que apoiaram o impeachment de Dilma fossem manipulados pelo sindicato patronal da indústria paulista. E aqui, mais uma vez,  a parcialidade do Tuiuti não mostrou os fantoches da Central Única dos Trabalhadores, do MST e do MTST, os movimentos ligados ao PT, que ajudaram a dar volume às manifestações a favor de Dilma e em defesa de Lula".
Em sua coluna no UOL, Reinaldo Azevedo escreveu: "Uma das alas da escola protestava contra a reforma trabalhista, associada, ora vejam, ao trabalho escravo. Não é coisa do morro, mas de algum subintelectual esquerdista e pé-de-chinelo por lá infiltrado. Afinal, a dita reforma vai servir para garantir direitos a milhões de trabalhadores informais. Portanto, terá um efeito contrário ao anunciado pela escola. A demagogia e o populismo também levaram para a avenida boneco do presidente Michel Temer, caracterizado como vampiro. Nas redes, as esquerdas babavam de satisfação [...] Segundo os sábios do Tuiuti, o feio não é apenas bonito: a favela, agora, é sentinela da libertação. Todos amarrados, claro!, ao tronco da CLT, já que os valentes são contra a reforma trabalhista".
Também em sua coluna no UOL, Leonardo Sakamoto escreveu: "Da exploração de africanos trazidos à força, passando pelo racismo brasileiro até a precarização causada pela Reforma Trabalhista do governo Michel Temer (representado como um portentoso vampiro), a escola de samba constrangeu não apenas autoridades e locutores que transmitiram o desfile, que talvez esperassem algo mais fofo, mas também um naco da sociedade que acha que dias de festa servem para esquecer o cotidiano".

## Recepção dos especialistas
O desfile foi elogiado pela maioria dos especialistas e alguns veículos de imprensa listaram o Tuiuti entre as favoritas ao título. Leonardo Bruno e Ramiro Costa, do Extra, apontaram Salgueiro, Mangueira e Paraíso do Tuiuti como as favoritas do ano. Os jornalistas destacaram que o Tuiuti realizou um "belíssimo desfile, com um samba que carregou a escola do início ao fim. A criativa comissão de frente, uma das melhores do ano, levantou o público logo no início, seguida pelo casal de mestre-sala e porta-bandeira. O carnavalesco Jack Vasconcelos mostrou sua assinatura, com setores de imagens fortes e, ao final, com crítica política bem feita". Para Tony Goes, da Folha de S.Paulo, o Tuiuti "gerou a imagem que vai ficar deste carnaval, a fantasia do presidente-vampiro que fechou sua apresentação".
Para Anderson Baltar, do UOL, Salgueiro e Mangueira foram as favoritas, mas "Portela, Mocidade, União da Ilha, Vila Isabel e Paraíso do Tuiuti também sonham com boas classificações". Segundo Baltar, o "Tuiuti entrou na avenida com um visual impactante desde o carro abre-alas. Com fantasias de fácil leitura e requinte e enredo engajado, foi conquistando a simpatia do público ao longo de seu cortejo. A comissão de frente conquistou o público com um truque simples, em que pretos velhos se transformavam em escravos. A ótima bateria valorizou ainda mais o samba-enredo, defendido com muita garra pelos intérpretes Nino do Milênio, Grazzi Brasil e Celsinho Mody. O último setor, elaborado para protestar contra a redução dos direitos trabalhistas, arrebatou o público com fantasias em que carteiras de trabalho apareciam rasgadas e patinhos da Fiesp batiam panelas manipulados como marionetes. Um vampiro representou o presidente Michel Temer no último carro. De virtual rebaixada, a escola de São Cristóvão saiu da avenida aclamada e candidata a voltar no sábado das campeãs".
Bernardo Araujo, do jornal O Globo, listou Portela, Salgueiro e Mangueira como as favoritas ao campeonato. Sobre o Tuiuti, o jornalista escreveu que a escola "mostrou riqueza e bom gosto visuais ao questionar a liberdade do povo negro, e caiu nas graças do público. Um dos melhores sambas-enredo do ano comoveu a plateia, mesmo tendo se mostrado pesado e algo cansativo para a avenida. O desfile, que começou com uma comissão de frente dilacerante, de pretos velhos, não se aprofundou na questão da escravidão e sua herança maldita, optando por um caminho tradicional pelo 'Continente Negro', com animais e trajes típicos. Apenas no fim vieram a favela e as críticas políticas do carnavalesco Jack Vasconcelos. De qualquer forma, o bem-acabado Tuiuti tem boas chances de permanecer no Grupo Especial". Ainda segundo Araujo, o Tuiuti só chegaria ao Desfile das Campeãs "com boa vontade dos jurados".
Em sua crônica, o jornal O Dia escreveu que "de forma surpreendente, a agremiação superou a desconfiança por conta do acidente do ano passado e passou com um desfile impressionante no Sambódromo. Além das belas alegorias e fantasias, a escola exibiu um canto muito forte que a permite inclusive sonhar com uma colocação longe da luta contra o rebaixamento para a Série A. [...] A leitura do enredo foi feita de forma perfeita, com belas alegorias e alas. Um dos pontos altos do desfile foi a Comissão de Frente da escola, que fez a Sapucaí levantar desde o começo. O samba-enredo, um dos mais elogiados deste ano, passou fazendo muito sucesso na Avenida, sendo muito bem sustentado pela bateria do Mestre Ricardinho. [...] O desfile levantou a Sapucaí sendo o mais aclamado pelo público até aquele momento. Considerada uma das escolas que brigariam contra o rebaixamento, a escola de samba de São Cristóvão poderá sonhar com uma colocação mais alta no Especial".
Para Aydano André Motta "quem foi à Sapucaí ver o futuro, viu – na dura crítica às mazelas fundadas no passado, dentro da proposta de engajamento folião do Paraíso do Tuiuti. Será difícil aparecer em 2018 comissão de frente mais emocionante do que a dos escravos açoitados virando pretos velhos. No fim, a pancada doída nos manifestoches de 2013 e seu pato amarelo que a história tornou patético, emoldurados pelo vampiro de faixa presidencial, fechou a tampa sob merecidos aplausos da Sapucaí. A escola que o pré-carnaval apontava como candidata ao rebaixamento deixou a pista aos gritos de 'É campeã' até do setor turístico, coisa rara. Jack Vasconcelos chegou à Apoteose merecidamente consagrado. Faz sentido, na denominação do negócio todo: o que passa ali é escola de samba. E o hino do Tuiuti ditou o ritmo dos componentes alegres e inflamados, provando que, com a música de qualidade, o resto se encaixa. Se honestidade houver no julgamento, a turma de São Cristóvão reprisará sua festa no sábado".
Fabio Grellet e Roberta Pennafort, do Estadão, escreveram que a escola realizou uma "apresentação de início e fim fortes, mas que se perdeu no meio. A sequência de alas de escravos nos canaviais, nos cafezais, nas minas e nos quilombos foi cansativa. A escola apresentou figurinos refinados e carros de beleza plástica, mas poucas inovações estéticas. A comissão de frente, com escravos acorrentados açoitados por um feitor, impressionou, assim como a menção às disparidades brasileiras, mostradas no último carro: o andar de cima, com banqueiros e aristocratas, e o de baixo, com o proletariado, domésticas, operários e motoristas [...] Ao final, os integrantes do Paraíso comemoraram o bom desfile - que talvez não possa ser repetido no desfile das Campeãs (reunião das seis melhores escolas das duas noites), mas deixa a escola distante do rebaixamento à segunda divisão".
Para Vinicius Vasconcelos, do site Carnavalesco, o Tuiuti fez o melhor desfile de sua história. Segundo o jornalista, "a comissão de frente proporcionou ao público uma apresentação emocionante. O samba-enredo, que já era bem avaliado por toda mídia especializada, aconteceu na hora do desfile. A trinca de intérpretes conduziu com maestria a obra de Cláudio Russo, Moacyr Luz e parceiros. Funcionou perfeitamente e estava na ponta da língua não só dos componentes, mas também do público, que cantava forte o refrão. Não há dúvidas de que o integrante do Tuiuti pode sonhar com a histórica vaga no sábado das campeãs. A evolução da escola se desenvolveu com excelência e tranquilidade. Canto forte e alas muito bem organizadas, o chão da escola merece ser bem avaliado". Em sua crítica, o portal Carnavalize escreveu que "a grande surpresa da primeira noite foi o Paraíso da Tuiuti. A escola que prometia brigar para não cair, saiu da avenida com credenciais de voltar no sábado das campeãs, num julgamento justo. A Comissão de Frente abriu os caminhos na apresentação mais emocionante da noite. A plástica competente de Jack Vasconcelos deu seu recado social com forte comunicação com o público, que respondeu bem. Enquanto seu belo samba, funcionou corretamente.
Os comentaristas do site SRzd elogiaram o desfile, destacando que "Jack Vasconcelos usou bem o tema do enredo e levou à Sapucaí uma apresentação de fácil entendimento" e que a Comissão de Frente realizou "um trabalho orgânico, completamente proposto e executado pela eficácia cênica, e que gerou aplausos, comoção e lágrimas por toda a Avenida". Analisando o desempenho de Marlon Flores e Danielle Nascimento, Eliane Santos Souza escreveu que o casal realizou "um bailado tradicional expressando alegria e sequência de movimentos coordenados e fluentes". Para Claudio Francioni, "a bateria do Tuiuti passou muito bem, com destaque para o perfeccionismo na execução das bossas. Marcações com excelentes afinações graves e à frente da bateria com instrumentos leves, muito precisa". Em análise para o jornal O Globo, o poeta e jornalista Luis Turiba elogiou o desfile do Tuiuti, escrevendo que "a escola foi a grande surpresa do samba carioca, com um desfile libertário, cheio de representações teatrais dignas de Oscar cenográfico. Refiro-me especialmente à sua comissão de frente, que fez muita gente chorar de raiva, emoção e vergonha. Também o carro das marionetes e manipulações neoliberais".
No debate do prêmio Estandarte de Ouro, Marcelo de Mello apontou que a escola "fez um belo desfile, apoiado num samba de melodia e letra poéticas. O enredo, de porte histórico, estava sintonizado com as questões que a sociedade brasileira debate hoje, como a reforma das leis trabalhistas. O carnavalesco Jack Vasconcelos criou alegorias e fantasias de forte efeito dramático e foi feliz ao associar passado e presente. A comissão de frente foi um destaque, despertando a empatia do público desde o início". Para Leonardo Bruno, "o público se emocionou ao ver a transformação dos escravos em pretos velhos na Comissão de Frente. Depois, o restante do desfile manteve a emoção lá em cima. Ela contava a nossa história, mas trazia questões contemporâneas para o debate. Ficamos todos impactados pela Tuiuti". Para Aloy Jupiara, "foi um desfile emocionante, puxado pelo samba e pela forte crítica histórica e social". Maria Augusta criticou o desempenho dos cantores, mas Luiz Antonio Simas discordou, apontando que "eles tiveram um bom desempenho" e que "o samba sustentou o desfile". Luís Filipe de Lima disse achar o samba irregular, "tanto no plano da melodia quanto no da letra. Ele tem bons momentos, mas em outros não se sustenta tão bem".

### Notas

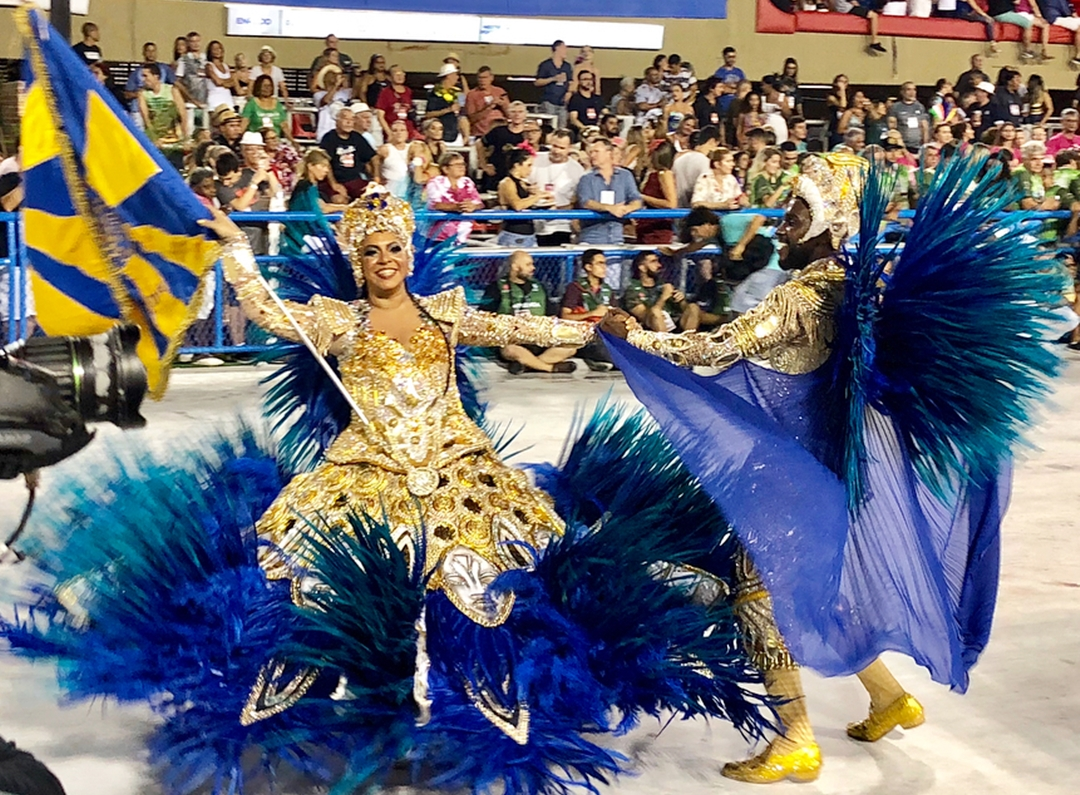
Danielle e Marlon garantiram a nota máxima de todos os julgadores.

## Julgamento oficial
O Paraíso do Tuiuti foi vice-campeão do Grupo Especial do carnaval de 2018 com um décimo de diferença para a campeã, Beija-Flor. O Salgueiro somou a mesma pontuação final que o Tuiuti, mas perdeu o vice-campeonato no quesito de desempate, samba-enredo, onde teve o desconto de um décimo enquanto o Tuiuti conseguiu a nota máxima de todos os jurados. O Tuiuti conquistou o melhor resultado de sua história até então. Este foi o terceiro desfile da escola na primeira divisão, sendo que, nos dois desfiles anteriores, ela terminou na última colocação. A quadra da agremiação, em São Cristóvão, ficou lotada pra comemorar o vice-campeonato. Nas redes sociais, internautas celebraram a escola como "campeã moral" e "campeã do povo". A escola também usou as redes sociais para agradecer o apoio e comemorar a conquista: "O sonho foi maravilhoso... Nosso desfile mais ainda! Eu acho que acabamos com o preconceito de 'bandeira presa'. Tuiuti, sim! É escola grande, vão ter que respeitar nossa bandeira, nossa história! Obrigado a todos que estavam na torcida. Somos campeões do povo!", dizia o texto publicado.

### Justificativas
A nota máxima (dez) não é justificada. Abaixo, as justificativas das notas abaixo de dez:
- A julgadora Fabiana Sobral, do módulo 2 de Evolução, deu nota 9,9 para a escola porque "algumas fileiras se saíram perfeitas e outras no movimento de 'corre e para', especialmente após a passagem da bateria pelo módulo". A jurada também sentiu "falta de vibração dos componentes no setor 6, o último da apresentação".[74]
- Paola Novaes, do módulo 3 de Evolução, deu nota 9,9 alegando que "algumas alas estavam compactadas demais e algumas com claros (espaços vazios), o que causou efeito sanfona".[75]
- Verônica Torres, do módulo 4 de Evolução, deu nota 9,9 para a escola porque algumas alas "se misturaram", citando as alas 7 e 8; 14 e 15; e 25 e 26.[76]
- Cláudio Luis Matheus, do módulo 3 de Bateria, deu nota 9,9 para a escola justificando que "a segunda convenção do refrão não se encaixa com a divisão rítmica do samba".[77] A nota foi descartada por ter sido a menor do quesito.
- Paulo César Morato, do módulo 3 de Comissão de Frente, deu nota 9,9 para a escola. O julgador elogiou "o denso espetáculo teatral, com excelente narratividade e densidade dramática na performance dos dançarinos/atores", mas alegou que "a queda (deslize) de um dos dançarinos em frente ao módulo infelizmente poluiu a cena e não pode ser desconsiderada".[78] A nota foi descartada por ter sido a menor do quesito.

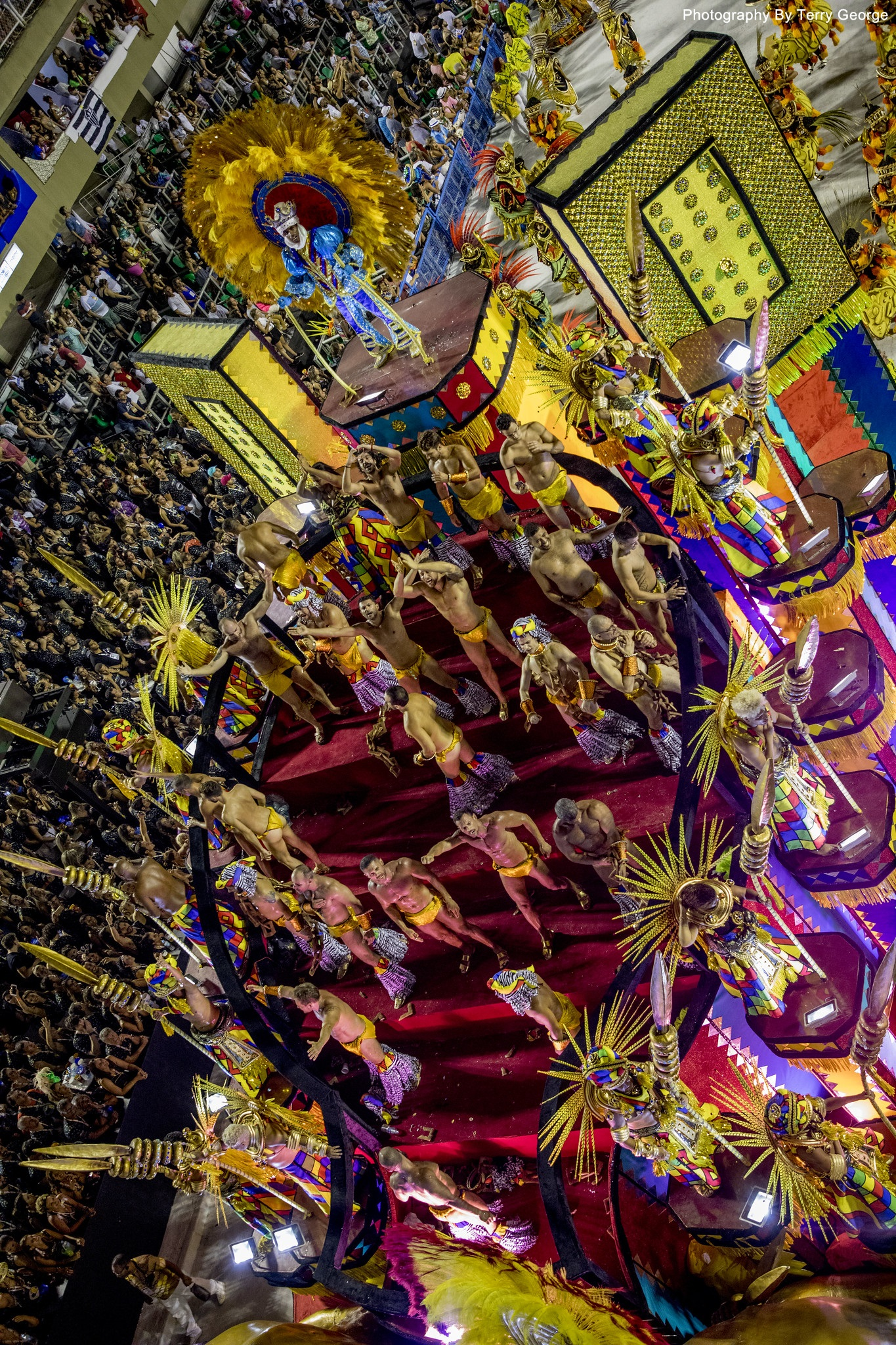
Imagem da segunda alegoria, que perdeu ponto por "falta de volumetria", "cores que não transmitiam a seriedade da proposta"; e "falta de capricho no acabamento".
- Soter Bentes, do módulo 1 de Alegorias e Adereços, deu nota 9,9 para a escola. O julgador escreveu que na quarta alegoria, "o material usado para fazer o pescoço do preto velho parecia que a cada movimento da cabeça danificava-se; e nas pernas estava muito nítido as emendas, dando um contrate visual com o resto dos elementos da alegoria, prejudicando a estética do conjunto".[79]
- Rebeca Kaiser, do módulo 2 de Alegorias e Adereços, deu nota 9,9 por causa da segunda alegoria. Segundo a jurada, "a volumetria poderia ter sido melhor trabalhada pois passou a impressão de uma arquibancada. As cores utilizadas não transmitiam a seriedade da proposta e nem tinham relação com algum outro ponto. Além disso, faltou um capricho maior com o acabamento".[80]
- Mirian Orofino, do módulo 2 de Harmonia, deu nota 9,9 alegando "falta de nitidez no canto, dificultando o entendimento da letra. Nas alas 6, 24 e 26, alguns componentes não cantavam o samba".[81]
- Célia Souto, do módulo 3 de Harmonia, deu nota 9,9 para a escola justificando que "a escola não apresentou precisão melódica e rítmica em relação aos intérpretes do samba. Não houve uma sincronia entre o canto e o ritmo, prejudicando a execução do samba. Faltou clareza e dinâmica equilibrada entre ritmo e melodia. Andamento acelerado prejudicou a cadência melódica".[82]
- Humberto Farjado da Silva, do módulo 4 de Harmonia, deu a nota mais baixa do desfile: 9,8. O julgador argumentou que "a execução do canto se tornou de difícil compreensão nas partes: 'onde mora a senhora liberdade, não tem ferro nem feitor' e 'amparo do rosário'. Houve falta de sincronia entre o ritmo e o canto na frase 'deu no noticiário [...] um homem de cor".[83] A nota foi descartada por ter sido a menor do quesito.

## Desfile das Campeãs

Léo Morais com a fantasia "Vampiro Neoliberalista" no dia do desfile oficial. No Desfile das Campeãs o destaque desfilou sem a faixa presidencial, causando polêmica.

Com o vice-campeonato, o Tuiuti se classificou para o Desfile das Campeãs, que foi realizado a partir da noite do sábado, dia 17 de fevereiro de 2018, no Sambódromo da Marquês de Sapucaí. A escola foi recebida pelo público presente no sambódromo com gritos de "é campeã" e "fora Temer". Um dos destaques do desfile oficial, o professor de história Léo Morais, que desfilou com a fantasia "Vampiro Neoliberalista" na última alegoria, voltou à Sapucaí sem a faixa presidencial da fantasia. A falta da faixa repercutiu na mídia, ganhando várias versões. Segundo o jornal O Globo, emissários da Presidência da República pediram à LIESA para impedir a entrada do destaque. Questionado pela imprensa, Léo disse desconhecer a informação e afirmou que desfilaria com a faixa. Logo depois ele voltou atrás e disse que perdeu o adereço no final do desfile oficial, mas a reportagem do Globo afirmou ter visto o momento em que o professor entregou a faixa para um funcionário da escola guardar dentro de um carro. Ao ser questionada pelo UOL, a assessoria de imprensa da agremiação respondeu que a retirada da faixa "foi uma decisão exclusivamente da escola, por se tratar de uma celebração, um dia de festa, e entendemos não ser pertinente levar este adereço. Não recebemos qualquer pedido ou ameaça de ninguém para impedir a ida da faixa para o desfile". Ao final do Desfile das Campeãs, Léo Morais recebeu a orientação de se descaracterizar rapidamente. Ele foi levado para uma sala, onde retirou a maquiagem e a roupa de vampiro. Cinco minutos depois ele saiu totalmente descaracterizado e acompanhado de um diretor da escola, com ordens expressas de não falar com jornalistas. O desfile do Tuiuti nas 'Campeãs' teve ainda outra polêmica. Integrantes que desfilaram com faixas e papéis com a inscrição "Fora Temer" tiveram seus protestos recolhidos por diretores da agremiação.

## Premiações
Pelo seu desfile, o Tuiuti recebeu diversas premiações, com destaque para a Comissão de Frente, que recebeu todos os prêmios do ano. O Tuiuti ainda teve o samba-enredo, o enredo e o carnavalesco mais premiados do ano.
| - Estandarte de Ouro 1. Melhor Comissão de Frente 2. Destaque do Público (Comissão de Frente) - Estrela do Carnaval 1. Melhor Samba-enredo 2. Melhor Enredo 3. Melhor Comissão de Frente 4. Carnavalesco (Jack Vasconcelos) 5. Revelação (Celsinho Moddy e Grazzi Brasil) - Gato de Prata 1. Melhor Comissão de Frente 2. Melhor Comunicação com o Público (Samba-enredo da escola) - Plumas & Paetês Cultural 1. Carnavalesco (Jack Vasconcelos) 2. Coreógrafo de Comissão de Frente (Patrick Carvalho) 3. Destaque Performático Masculino (Léo Morais) 4. Pesquisador (Jack Vasconcelos) - S@mba-Net 1. Melhor Escola 2. Melhor Comissão de Frente 3. Melhor Samba-enredo 4. Melhor Enredo | - Prêmio SRzd 1. Carnavalesco (Jack Vasconcelos) 2. Melhor Comissão de Frente - Tamborim de Ouro 1. Escola de Ouro 2. Comissão Sensação 3. Samba do Ano - Troféu Sambario 1. Melhor Comissão de Frente 2. Melhor Ala (Manifestoches) 3. Revelação (Grazzi Brasil) - Troféu Sambista 1. Melhor Desfile 2. Melhor Samba-enredo 3. Melhor Enredo 4. Melhor Comissão de Frente 5. Deu Show (Nino do Milênio, Celsinho Mody e Grazzi Brasil) - Troféu Vai dar Samba 1. Melhor Samba-enredo 2. Melhor Comissão de Frente 3. Destaque (Jack Vasconcelos - Carnavalesco) |